# Маткозеро (озеро, Вытегорский район)
Маткозеро — пресноводное озеро на территории Девятинского сельского поселения Вытегорского района Вологодской области.

## Физико-географическая характеристика
Площадь озера — 1,5 км². Располагается на высоте 178,0 метров над уровнем моря.
Форма озера лопастная, продолговатая: оно более чем на два километра вытянуто с юго-запада на северо-восток. Берега каменисто-песчаные, преимущественно возвышенные.
Через озеро течёт безымянный водоток, вытекающий из озера Чёрного и впадающий с левого берега в реку Андому, впадающую, в свою очередь, в Онежское озеро.
Ближе к северо-восточной оконечности озера расположен один небольшой остров без названия.
Населённые пункты и автодороги вблизи водоёма отсутствуют.
Код объекта в государственном водном реестре — 01040100611102000019791.